# De Muziekkwis
De Muziekkwis was een quiz op de Vlaamse zender VT4, gepresenteerd door Walter Grootaers. In deze quiz namen drie kandidaten het tegen elkaar op. De kandidaten kozen op een groot scherm een thema en een 'noot', waarachter een nummer volgens het thema zat. Het nummer werd door een live-band (De Anciens) gespeeld. Het was aan de kandidaten om dit nummer zo snel mogelijk te herkennen. Er waren ook bonusvragen, waarbij er extra punten te verdienen waren.
Na de eerste ronde bleven er twee kandidaten over, die in de tweede ronde via een cryptische omschrijving moesten raden om welk nummer het ging, daarbij werd er een gevraagd aantal noten op de piano gespeeld, met als maximum zeven noten. De kandidaten konden dan tegen elkaar afbieden, en die het laagste aantal noten aandurfde mocht raden. Als het echter fout was, ging het punt naar de tegenspeler. Wie het eerst drie punten haalde speelde de finale.
In de finale diende de speler acht liedjes te herkennen in een halve minuut. Als dit lukte mocht de kandidaat de volgende aflevering opnieuw meespelen.
In het begin kon een kandidaat maximaal drie afleveringen meedoen, dit werd later verlaagd tot twee. Wanneer deze alle drie of alle twee gewonnen werden, kreeg de speler een reis als prijs.
De quiz liep in het jaar 1997 en ook nog enkele weken in 1998. Alle winnaars van een reis zijn aan het einde van het jaar opnieuw opgeroepen om een superfinale te spelen, welke rond de jaarwisseling werd uitgezonden. Het totaal van 18 spelers werd dan uitgedund tot 9, die dan onderverdeeld werden in drie 'halve' finales. De drie winnaars speelden dan de superfinale. Het eindspel van deze superfinale werd anders gespeeld, de speler die het meeste nummers herkende in een halve minuut tijd, of in een zo kort mogelijke tijd was de eindwinnaar.

## De Anciens
De liveband die de nummers speelde, bestond uit onder meer:
- Walter Mets, drums
- Bert Candries, bas
- Rik Aerts, gitaar
- Leo Caerts jr., toetsen

Samenstelling:
- Jan Bellekens
- Producer : Gust De Coster

De zang werd telkens door gastzangers of -zangeressen verzorgd, zoals Coco jr., Kathleen Vandenhoudt en Alain Tant.